# BabyMonster
BabyMonster (koreanisch: 베이비몬스터), auch bekannt als Baemon (koreanisch: 베몬), ist eine südkoreanische Girlgroup der fünften K-Pop-Generation, die 2023 von YG Entertainment gegründet wurde. Die Gruppe besteht aus sieben Mitgliedern: Ruka, Pharita, Asa, Ahyeon, Rami, Rora und Chiquita. Die Gruppe debütierte ohne Ahyeon mit sechs Mitgliedern am 26. November 2023 mit der digitalen Single Batter Up. Der offizielle Fanclub-Name lautet MONSTIEZ (koreanisch: 몬스티즈).

## Geschichte

### Aktivitäten vor dem Debüt
Nach dem Start der Girlgroups 2NE1 (2009) und Blackpink (2016) von YG Entertainment verbreitete sich bereits 2018 die Nachricht von einer kommenden Girlgroup. Das Unternehmen erhielt Bewerbungen aus mehreren Ländern und einige Bewerberinnen davon wurden angenommen. Jedes Mitglied belegte bei seinem jeweiligen Vorsprechen den ersten Platz gegen 1.000 andere. Im Januar 2020 wurden „Baby Monster“ und „Baemon“, einer von vielen ursprünglich für Blackpink in Betracht gezogenen Gruppennamen, vom Unternehmen registriert und vorübergehend von Medien verwendet, bis seine letztendlich offizielle Verwendung bekannt wurde. Während einer Radiosendung im Jahr 2021, in der das Debüt-Studioalbum Page der Gruppe Winner beworben wurde, verriet Labelkollege Kang Seung-yoon, dass der Gesang der Gruppenmitglieder im letzten Refrain der Lead-Single Iyah des Albums zu hören ist. YG Entertainment machte am 30. Dezember 2022 mit einem Poster und dem Titel YG Next Movement die erste offizielle Werbung für das Septett. Am 1. Januar 2023 wurde auf dem YouTube-Kanal von YG Entertainment ein kurzes Video mit Winner, Blackpink, AKMU, dem Tänzer und Choreografen Leejung Lee und Firmengründer Yang Hyun-suk veröffentlicht, das innerhalb von drei Tagen 15 Millionen Aufrufe auf YouTube erzielte. Am 12. Januar 2023 wurde Rami durch ein Performance-Video als erstes Mitglied der Gruppe vorgestellt. Ahyeon wurde am 16. Januar 2023 als zweites Mitglied bekannt gegeben. Am 19. Januar 2023 wurde ein Video veröffentlicht, in dem Ruka, Asa, Rora, Rami und Ahyeon zu Tygas Song Senile tanzen. Chiquita wurde am 23. Januar 2023 als drittes Mitglied durch einen individuellen Live-Auftritt mit dem Song Bedroom vorgestellt.

### 2023: Debüt mitBatter Up
Die Gruppe debütierte am 27. November 2023 mit dem Song Batter Up, ohne Ahyeon, gesundheitliche Gründe war der Grund.

### 2024:Stuck in the middle,Babymons7er,ForeverundDrip
Am 31. Januar 2024 erschien der Song Stuck in the middle ohne Ahyeon. Am 1. April 2024 veröffentlichte BabyMonster als Septett ihr erstes Mini-Album Babymons7er welches Versionen von den Songs Better up und Stuck in the middle mit Ahyeon enthielt. Die digitale Single Forever erschien am 1. September. Das erste Studioalbum Drip von BabyMonster wurde am 1. November veröffentlicht.

### 2025: Hello Monsters,Ghost,Ramis Pause undHot Sauce
Vom 25. bis 26. Januar 2025 gab BabyMonster ein zweitägiges Konzert im KSPO Dome in Seoul, dem Auftakt ihrer ersten Welttournee „Hello Monsters“. Die Veranstaltung lockte rund 20.000 Besucher an. Am 6. Mai 2025 erschien die japanische Single Ghost als Song für den japanischen Film "Mieruko-can". Am 9. Mai gab YG Entertainment bekannt, das Rami aufgrund gesundheitlichen Gründen von allen Gruppenaktivitäten ausgeschlossen ist. Die Gruppe veröffentlichte am 1. Juli den Song Hot Sauce ohne Rami.

## Mitglieder
| Name            | Geburtsname                                  | Geburtstag (Alter)    | Geburtsort          | Position               |
| --------------- | -------------------------------------------- | --------------------- | ------------------- | ---------------------- |
| Ruka 루카       | Kawai Ruka 河井瑠花                          | 20. März 2002 (23)    | Präfektur Yamaguchi | Main Dance, Main Rap   |
| Pharita 파리타  | Pharita Boonpakdeethaveeyod a ภริตา บุญภักดีทวียศ | 26. August 2005 (19)  | Bangkok             | Vocal                  |
| Asa 아사        | Enami Asa 榎並朝                             | 17. April 2006 (19)   | Tokio               | Vocal, Dance, Main Rap |
| Ahyeon 아현     | Jung A-hyeon 정아현                          | 11. April 2007 (18)   | Chuncheon           | Main Vocal, Dance, Rap |
| Rami 라미       | Shin Ha-ram 신하람                           | 17. Oktober 2007 (17) | Seoul               | Main Vocal             |
| Rora 로라       | Lee Da-in 이다인                             | 14. August 2008 (17)  | Gangneung           | Lead Vocal             |
| Chiquita 치키타 | Riracha Phondechaphiphat ริราชา พลเดชาพิพัฒน์    | 17. Februar 2009 (16) | Nakhon Ratchasima   | Vocal, Dance, Rap      |

## Diskografie

### Studioalben
| Jahr | Titel Musiklabel      | Höchstplatzierung, Gesamtwochen, AuszeichnungChartplatzierungen (Jahr, Titel, Musiklabel, Platzierungen, Wochen, Auszeichnungen, Anmerkungen) | Höchstplatzierung, Gesamtwochen, AuszeichnungChartplatzierungen (Jahr, Titel, Musiklabel, Platzierungen, Wochen, Auszeichnungen, Anmerkungen) | Anmerkungen                            |
| Jahr | Titel Musiklabel      | KR | JP | Anmerkungen                            |
| ---- | --------------------- | --- | --- | -------------------------------------- |
| 2024 | Drip YG Entertainment | KR1 ×2Platin + Doppelplatin (Nemo) · (… Wo.)KR                                                                                                | JP9 (20 Wo.)JP | Erstveröffentlichung: 1. November 2024 |

### EPs
| Jahr | Titel Musiklabel             | Höchstplatzierung, Gesamtwochen, AuszeichnungChartplatzierungen (Jahr, Titel, Musiklabel, Platzierungen, Wochen, Auszeichnungen, Anmerkungen) | Höchstplatzierung, Gesamtwochen, AuszeichnungChartplatzierungen (Jahr, Titel, Musiklabel, Platzierungen, Wochen, Auszeichnungen, Anmerkungen) | Anmerkungen                         |
| Jahr | Titel Musiklabel             | KR | JP | Anmerkungen                         |
| ---- | ---------------------------- | --- | --- | ----------------------------------- |
| 2024 | Babymons7er YG Entertainment | KR3 ×2Platin + Doppelplatin (Nemo) · (25 Wo.)KR                                                                                               | JP6 (25 Wo.)JP | Erstveröffentlichung: 1. April 2024 |

### Singles
| Jahr | Titel Album                     | Höchstplatzierung, Gesamtwochen, AuszeichnungChartplatzierungen (Jahr, Titel, Album, Platzierungen, Wochen, Auszeichnungen, Anmerkungen) | Höchstplatzierung, Gesamtwochen, AuszeichnungChartplatzierungen (Jahr, Titel, Album, Platzierungen, Wochen, Auszeichnungen, Anmerkungen) | Anmerkungen                             |
| Jahr | Titel Album                     | KR | JP | Anmerkungen                             |
| ---- | ------------------------------- | --- | --- | --------------------------------------- |
| 2023 | Batter Up Babymons7er           | KR123 (2 Wo.)KR | — | Erstveröffentlichung: 27. November 2023 |
| 2024 | Stuck in the Middle Babymons7er | — | — | Erstveröffentlichung: 1. Februar 2024   |
| 2024 | Sheesh Babymons7er              | KR10 (29 Wo.)KR | — | Erstveröffentlichung: 1. April 2024     |
| 2024 | Forever Drip                    | KR101 (4 Wo.)KR | — | Erstveröffentlichung: 1. Juli 2024      |
| 2024 | Clik Clak Drip                  | — | — | Erstveröffentlichung: 2024              |
| 2024 | Drip                            | KR10 (… Wo.)KR | JP— Gold (Streaming)JP | Erstveröffentlichung: 1. November 2024  |

## Filmografie
- 2023: Last Evaluation[5]
- 2024: Baemon TV[6]